# Barrow (flod)
 For alternative betydninger, se Barrow. (Se også artikler, som begynder med Barrow)
Barrow er en flod i Irland. Barrow er 191 kilometer lang og munder ud i Atlanterhavet. Det er Irlands næstlængste flod.